# USS Porter (DD-356)
Lo USS Porter (hull classification symbol DD-356) fu un cacciatorpediniere della United States Navy, prima unità dell'omonima classe e attivo durante la seconda guerra mondiale.
Entrato in servizio nell'agosto 1936, dopo l'entrata in guerra degli Stati Uniti d'America nel dicembre 1941 la nave operò nel teatro bellico dell'oceano Pacifico contro i giapponesi; il Porter fu affondato il 26 ottobre 1942 durante la battaglia delle isole Santa Cruz dopo essere stato silurato.

## Storia

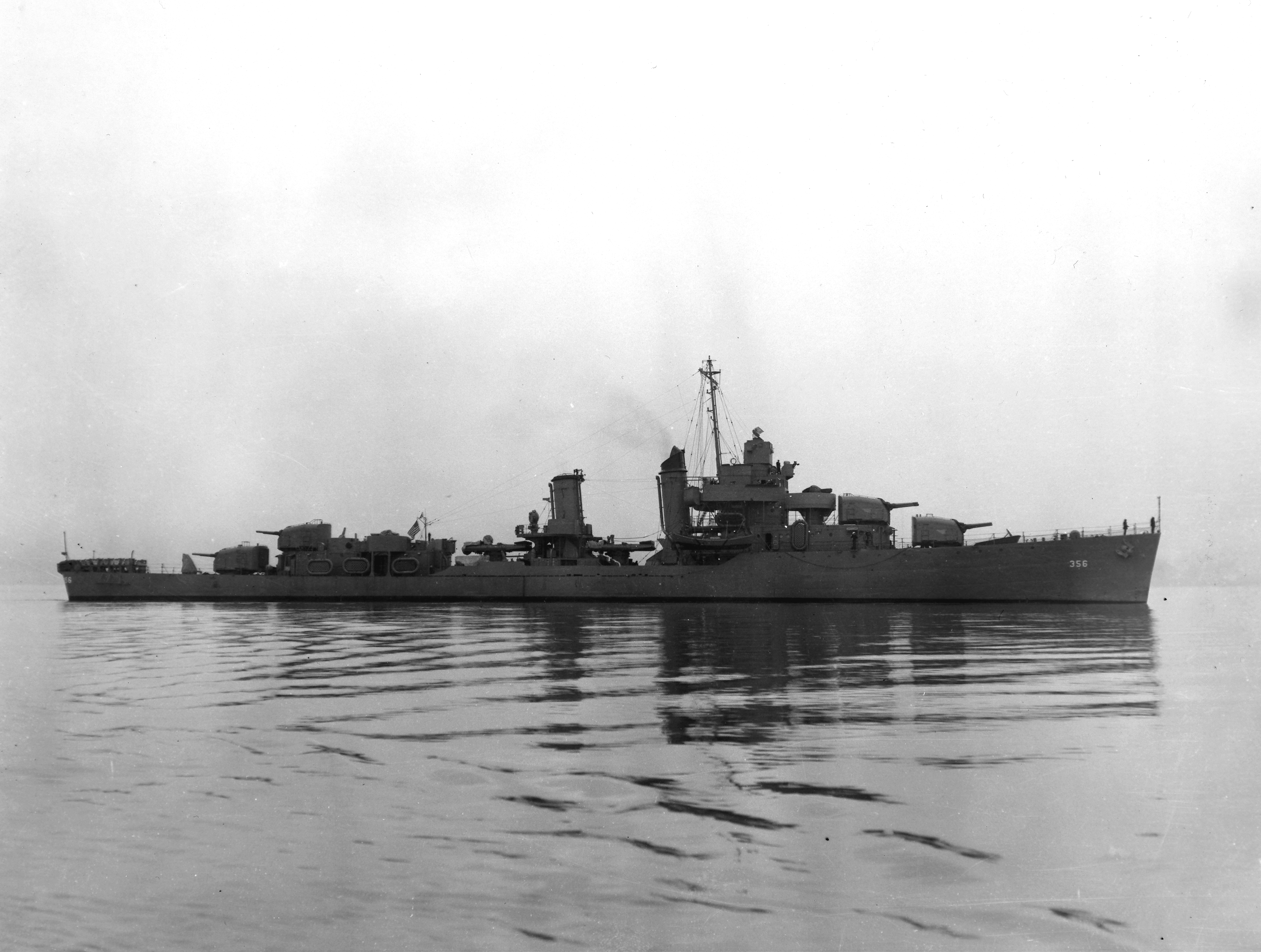
L'unità in navigazione nel novembre 1941

Impostata nei cantieri navali della New York Shipbuilding Corporation di New York il 18 dicembre 1933, la nave venne varata il 12 dicembre 1935 con il nome di USS Porter in onore di due figure storiche della United States Navy, il commodoro David Porter (ufficiale durante la guerra anglo-americana) e l'ammiraglio David Dixon Porter (figlio del precedente, ufficiale unionista durante la guerra di secessione americana). La nave entrò poi in servizio il 25 agosto 1936.
Dopo manovre d'addestramento condotte nelle acque dell'oceano Atlantico, nel maggio 1937 il Porter si recò in visita a Saint John's a in Canada nell'ambito delle manifestazioni per l'incoronazione di re Giorgio VI e della regina Elisabetta. Riassegnato alla United States Pacific Fleet, si trasferì a San Francisco via canale di Panama il 5 agosto 1937; nei mesi seguenti condusse missioni di addestramento nelle acque dell'oceano Pacifico, facendo base principalmente a San Diego.
Il 7 dicembre 1941, giorno dell'attacco di Pearl Harbor e dell'entrata degli Stati Uniti nella seconda guerra mondiale, il Porter si trovava in navigazione al largo delle Hawaii, essendo salpato da Pearl Harbor giusto due giorni prima dell'attacco giapponese; nei giorni seguenti pattugliò le acque hawaiane in formazione con altri incrociatori e cacciatorpediniere, prima di scortare un convoglio diretto verso la costa occidentale degli Stati Uniti il 25 marzo 1942. Continuò in seguito a operare lungo la costa ovest, pattugliando le acque di casa e scortando convogli.
Rientrato a Pearl Harbor alla metà di agosto 1942, il Porter condusse missioni di addestramento nella zona delle Hawaii fino al 16 ottobre seguente, quando fu inserito nella Task Force 16 del viceammiraglio Thomas Kinkaid come unità di scorta per la portaerei USS Enterprise diretta verso le isole Salomone per prendere parte alla campagna di Guadalcanal contro i giapponesi. Il 26 ottobre il Porter fu quindi impegnato in azione nel corso della battaglia delle isole Santa Cruz, fornendo fuoco antiaereo contro i ripetuti attacchi dei velivoli decollati dalle portaerei nipponiche. Intorno alle 10:00 il cacciatorpediniere fu colpito in pieno da un siluro: non è chiaro se l'ordigno sia stato lanciato da un sommergibile giapponese (forse lo I-21) o se al contrario sia partito per errore da un aerosilurante statunitense Grumman TBF Avenger della Enterprise, ammarato a fianco della nave dopo aver terminato il carburante. Ad ogni modo, il siluro causò gravissimi danni oltre a 15 morti tra l'equipaggio; il salvataggio dell'unità si rivelò impossibile e, dopo aver evacuato l'equipaggio, il cacciatorpediniere USS Shaw lo finì con il fuoco dei suoi cannoni.
La nave ricevette una battle star per il suo servizio in guerra.